# Gullbrannafestivalen
Gullbrannafestivalen är en festival med kristen prägel som anordnas varje sommar på Gullbrannagården i Gullbranna som ligger nära havet 13 kilometer söder om Halmstad.

## Historia
Festivalen hålls varje år sedan 1999 på Gullbrannagården. 

### Urval av artister 2011
- Emmy & Ella
- Freda
- Hördegårds fyra
- Jimmy Needham
- Leeland
- Loney dear
- Newworldson
- Ole Børud
- Sarah Kelly
- The spirit that guides us

### Urval av artister 2012
- Gungor
- Leeland
- Stryper
- Switchfoot

### Urval av artister 2017
- All For The King
- Boris René
- Gungor
- Planetshakers
- Newworldson
- Samuel Ljungblahd
- Sebastian Stakset
- War of Ages